# Heiko Droste
Heiko Droste, född 1963 är en tysk historiker och sedan 2015 professor i stadshistoria vid Stockholms universitet och föreståndare för Stads- och kommunhistoriska institutet.